# 史前故事館
香港國家地質公園──史前故事館位於香港中環花園道1號中銀大廈內，於2011年8月開幕，免費對外開放，是香港首個以地球生命為主題的博物館。史前故事館已於2013年9月21日正式關閉。

## 組織
中銀香港與香港地貌岩石保育協會合作，由後者作為主辦單位，漁農自然護理署作為顧問，由中銀香港慈善基金贊助。

## 展覽內容
香港國家地質公園──史前故事館將以互動創新的方式，展出多種珍貴化石及古生物的模型及展品，包括始祖鳥、三葉蟲、香港菊石、楊氏香港魚及盾皮魚。屆時將會安排解說員提供高素質的解說服務，參觀者將有機會親手觸摸部分展品，並且參與互動教學及遊戲活動等。

## 開放時間
故事館的開放時間為星期三至星期一上午九時至下午六時，逢星期二、農曆年初一及二休館。